# DoubleTree by Hilton Hotel Łódź
DoubleTree by Hilton Hotel Łódź – czterogwiazdkowy hotel w Łodzi otwarty 18 lipca 2013 roku, zlokalizowany przy ulicy Łąkowej 29, w dzielnicy Polesie.
Jest to pierwszy hotel marki DoubleTree by Hilton w Polsce, czterdziesty piąty na świecie oraz piąty obiekt o takim standardzie na terenie miasta Łodzi. Mieści się on w budynku dawnej Wytwórni Filmów Fabularnych.

## Historia
Plan hotelu opracowano na bazie projektów architektonicznych sporządzonych przez dr. hab. inż. architektury i urbanistyki budynków użyteczności publicznej Stefana Kuryłowicza (1949–2011). Złożoną z około 10 tys. elementów szklaną mozaikę pokrywającą zewnętrzne ściany hotelu zaprojektowała firma APA Kuryłowicz & Associates. Wszystkie prace związane z budową hotelu wykonała firma Budimex. Rozpoczęto je w 2010, a zakończono w 2013 roku. W czasie budowy hotelu zmodernizowano budynki z nim sąsiadujące. Są to dzisiejsze Toya, Klub Wytwórnia i Łódzkie Centrum Filmowe.

## Wyposażenie hotelu
DoubleTree by Hilton Łódź liczy 44 m wysokości oraz około 200 pokoi. Znajdują się tam: apartament prezydencki, kilka sal konferencyjnych z możliwością regulacji powierzchni, sala balowa na 270 osób, kino 3D z miejscami dla 170 osób oraz basen na najwyższym piętrze z widokiem na miasto. Aranżacja pomieszczeń w hotelu nawiązuje do „Łodzi Filmowej”.

## Inne informacje
Szklana mozaika pokrywająca zewnętrzne ściany hotelu jest pierwszym kadrem filmu pt. Zakazane piosenki, pierwszego polskiego powojennego filmu powstałego w Łódzkiej Wytwórni Filmów Fabularnych. Można na niej dostrzec m.in. twarz Jerzego Duszyńskiego – polskiego aktora filmowego i teatralnego, żyjącego w latach 1917–1978.

## Galeria

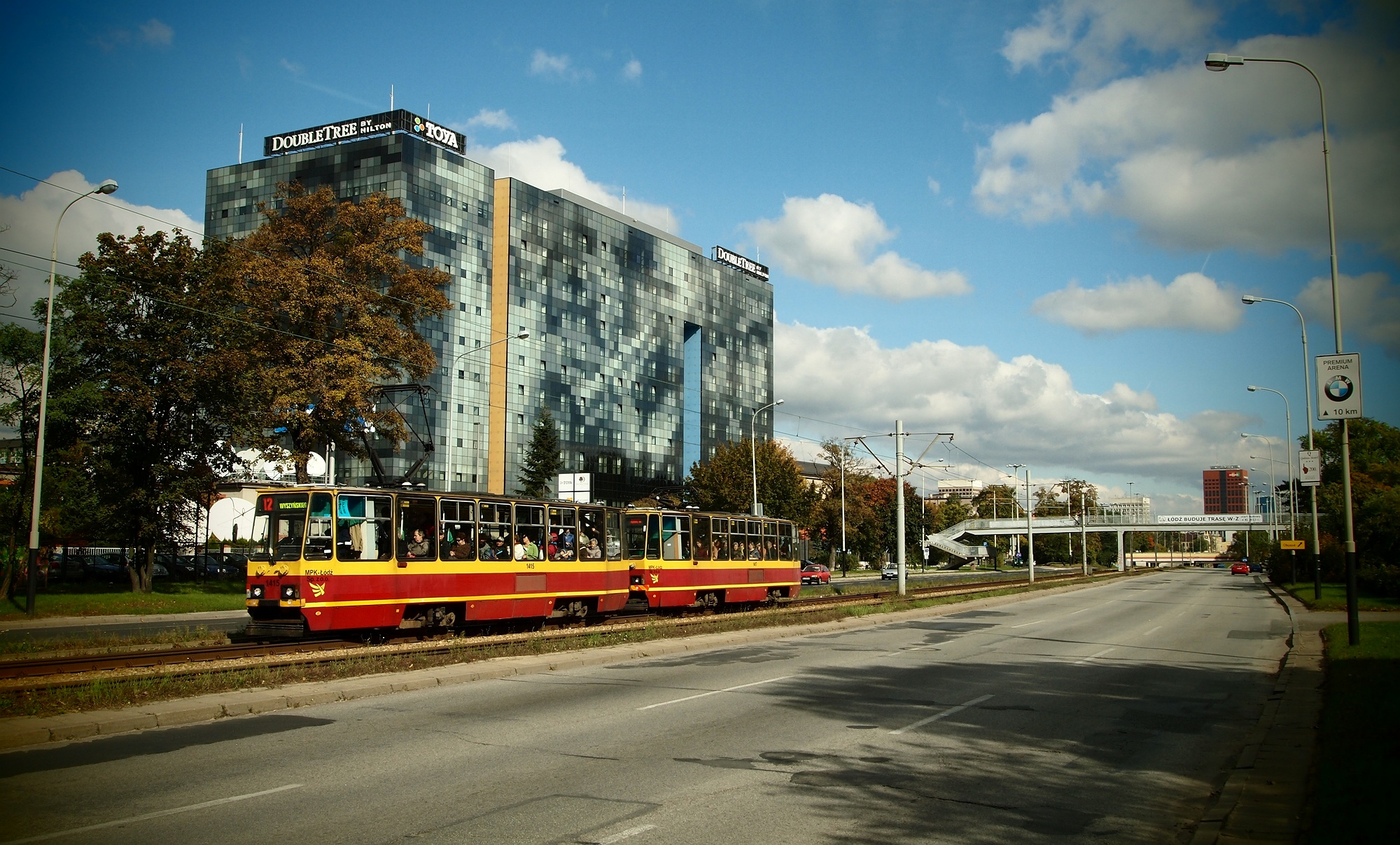
Bryła hotelu
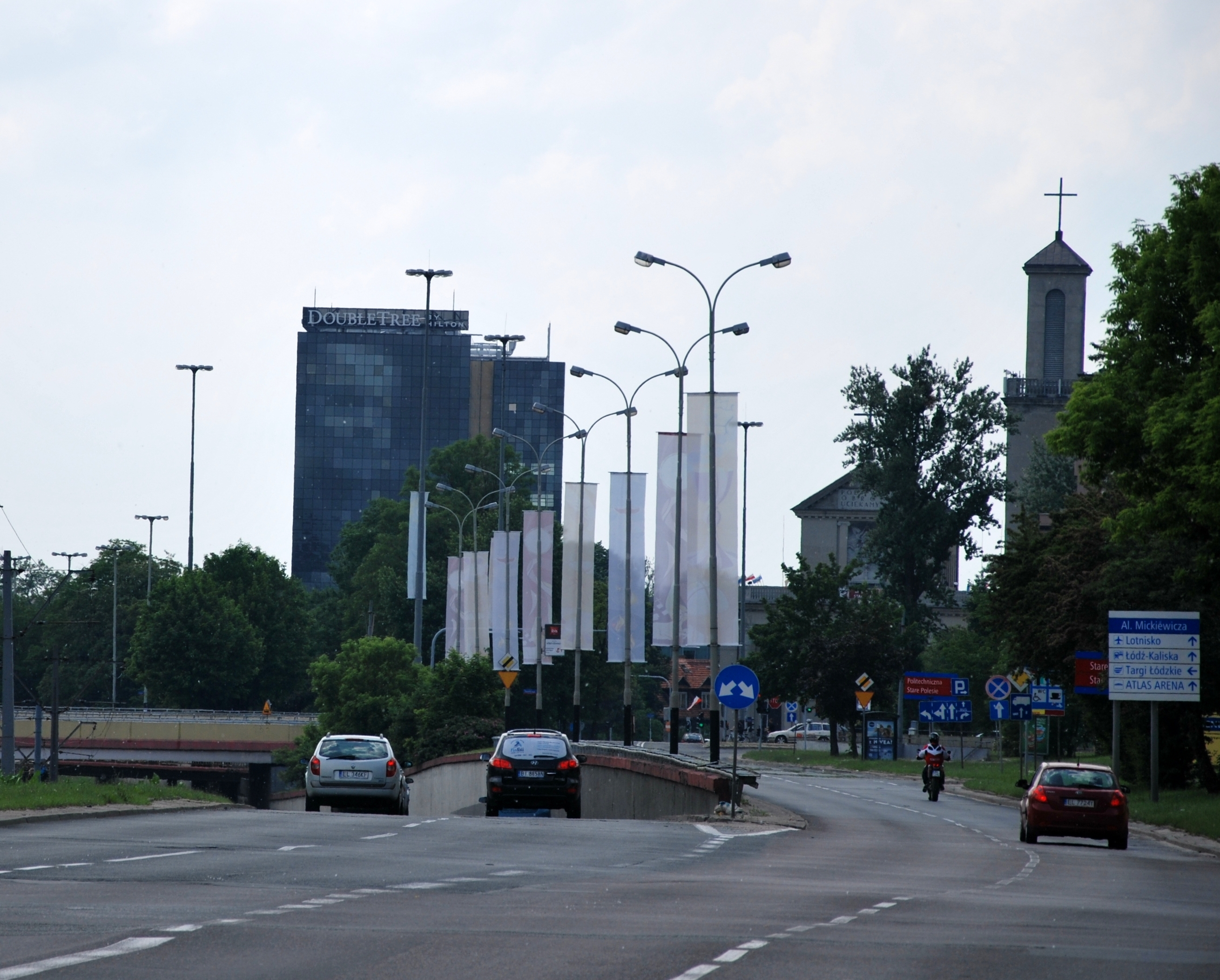
Widok hotelu od strony centrum Łodzi
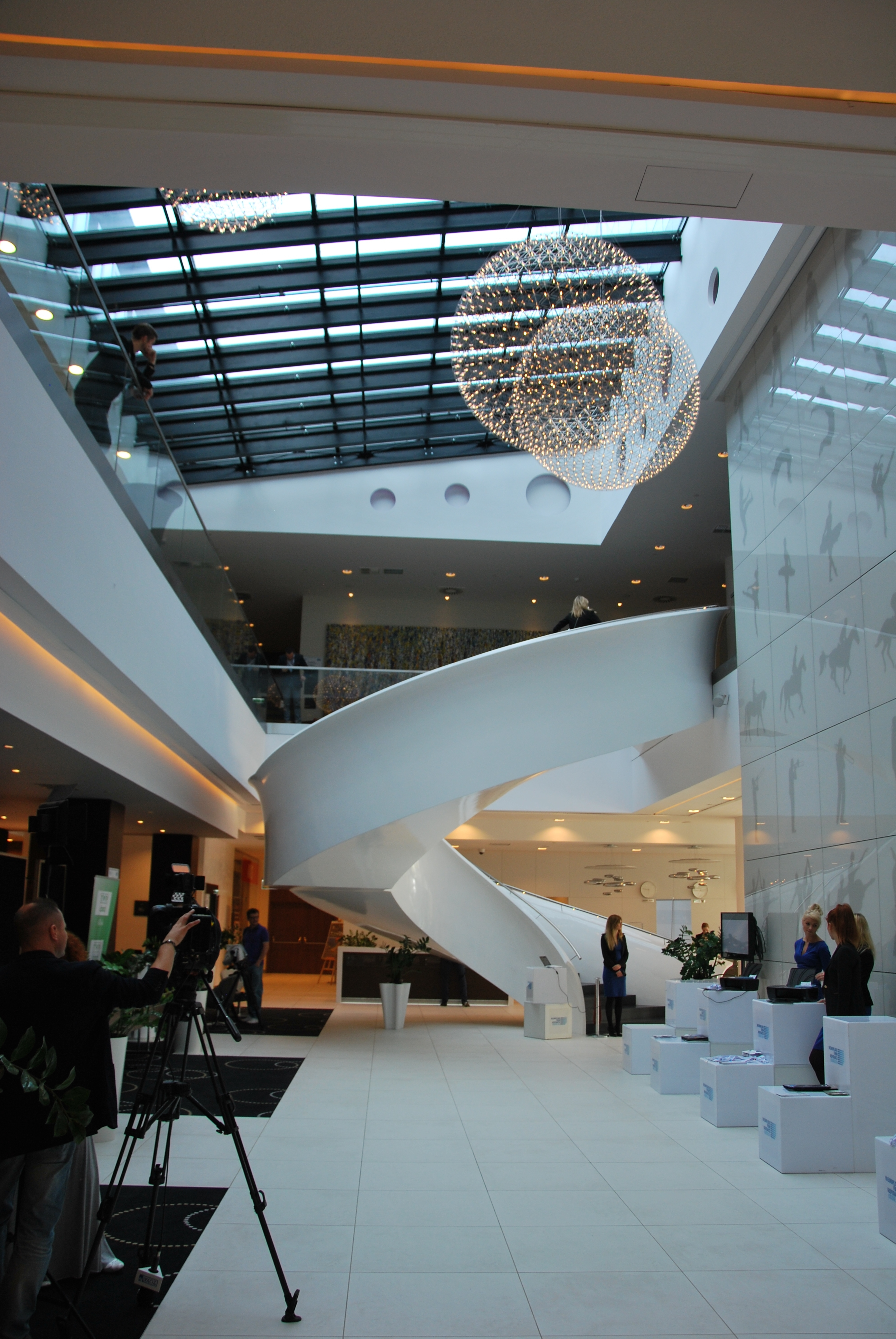
Wnętrze hotelu
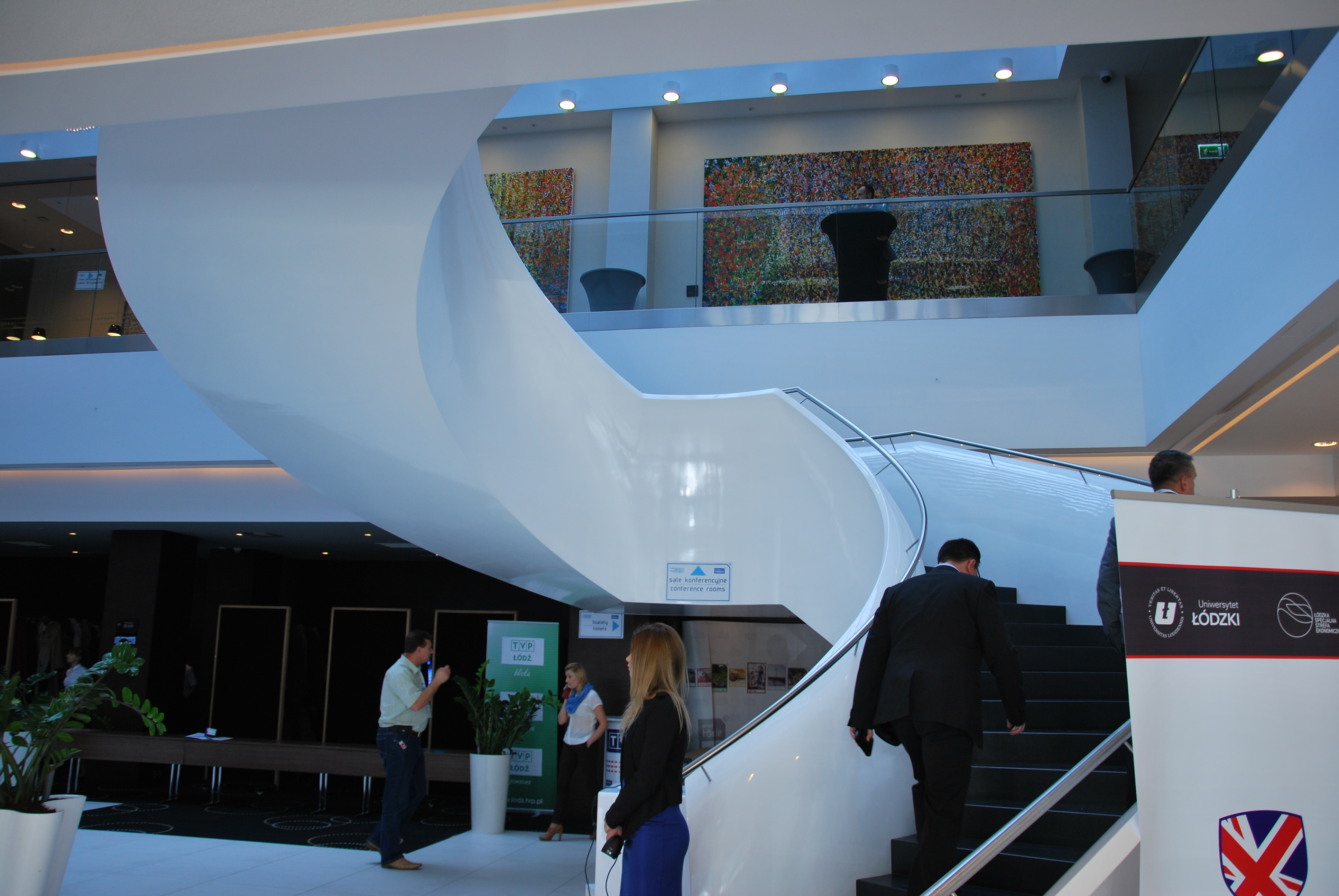
Wnętrze hotelu
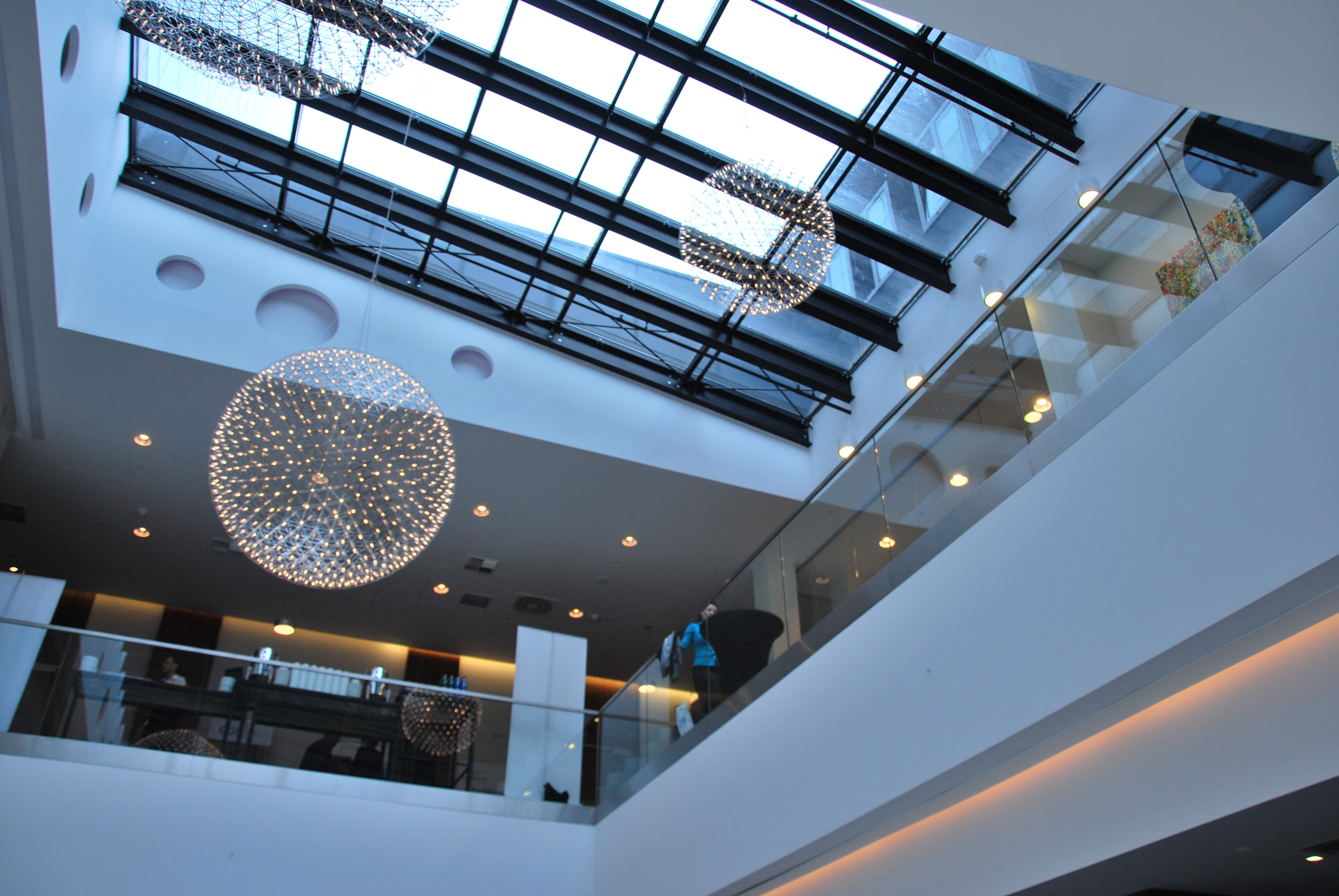
Wnętrze hotelu
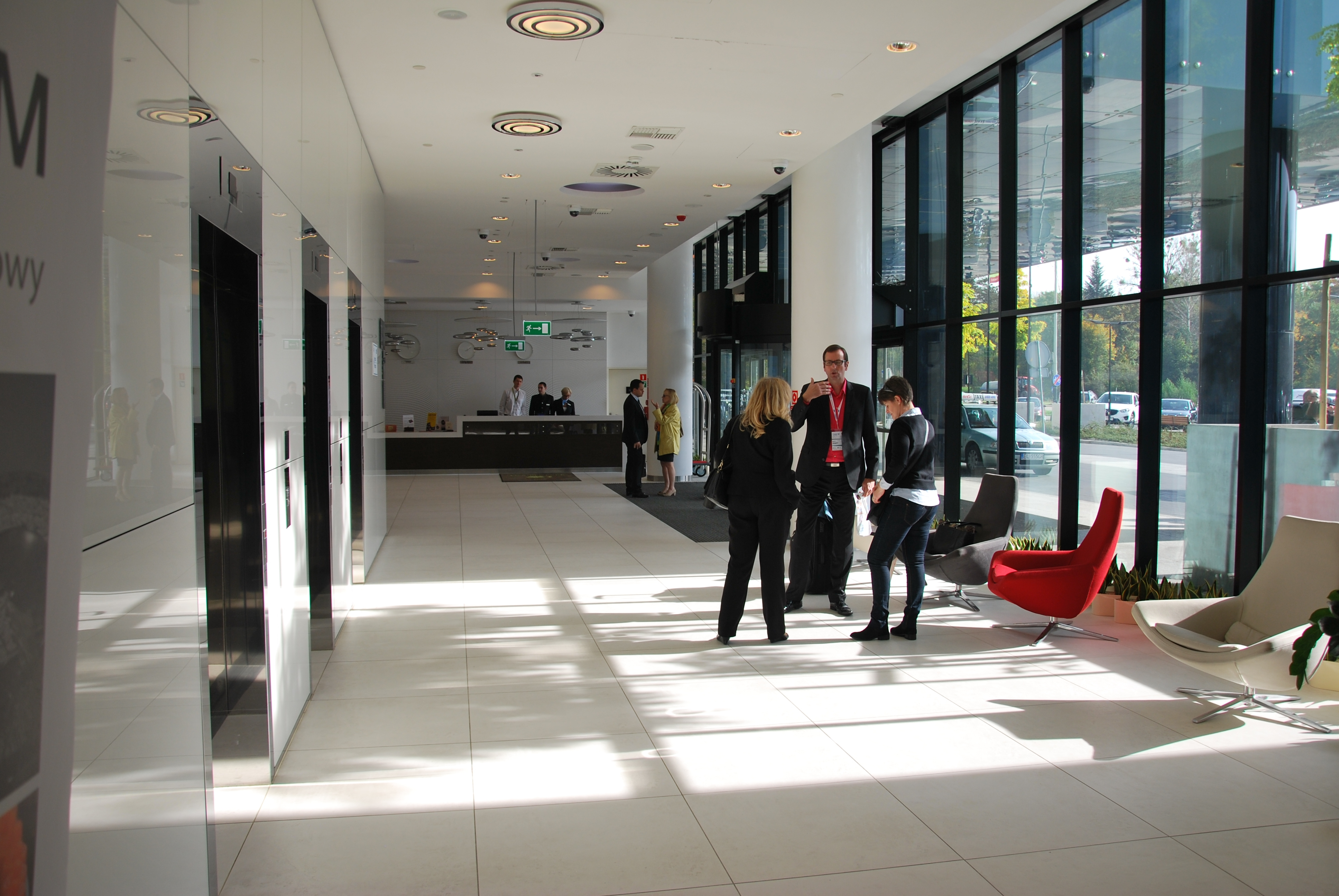
Wnętrze hotelu